# Volkshalle
Volkshalle (“Folkets hal”), også kendt som Große Halle (“Store hal”) eller Ruhmeshalle (“Æreshal), var en planlagt monumental bygning tegnet af Adolf Hitler og hans arkitekt Albert Speer. Hallen skulle udgøre den kronende afslutning på Hitlers paradegade, Die Große Straße, som var  nord-syd-akslen i den vision han havde om at forvandle Berlin  til Welthauptstadt Germania.
I Hallen, var planlagt en stor samlingssal, som med en højde af 320 meter skulle  blive den største i verden, og rumme 180.000 mennesker. Byggearbejderne  for den enorme hal blev påbegyndt i 1939 og byggeriet ventedes at stå klart 1950, men opførelsen blev indstillet i 1941. På stedet ligger i dag  den tyske forbundskanslers Kanzleramt.